# Audrey Meadows
Pour les articles homonymes, voir Meadows.
Audrey Meadows est une actrice américaine née le 8 février 1922 à New York (États-Unis), décédée le 3 février 1996 à Beverly Hills (Californie). Elle est principalement connue pour son rôle d'Alice Kramden, une femme de ménage impassible, dans la série américaine des années 1950 The Honeymooners.

## Biographie
Elle est la sœur cadette de l'actrice Jayne Meadows (1919-2015).

## Filmographie

### Au cinéma
- 1962 : Un soupçon de vison : Connie Emerson
- 1963 : Ah ! Si papa savait ça : Anne Michaelson
- 1965 : Invisible Diplomats : Kelly Smith
- 1967 : Les belles familles : Mildred Deever

### À la télévision
- 1951 : Bob and Ray (en)
- 1953-1956 : The Honeymooners : Alice Kramden
- 1960 : Alfred Hitchcock présente (1 épisode) : Mme Bixby
- 1960-1967 : The Red Skelton Show (11 épisodes) : Plusieurs personnages
- 1961 : La Grande Caravane (1 épisode) : Nancy Palmer
- 1961 : Échec et mat (1 épisode) : Althea Todd
- 1965 : Ne mangez pas les marguerites (1 épisode) : Kitty
- 1972 : Love, American Style (1 épisode) : Eve, Harriet et Maman
- 1978 : Starsky et Hutch (1 épisode) : Hilda Zuckerman
- 1978-1984 : La croisière s'amuse (3 épisodes) : Helen Williams, Mme Elliott et Gladys Watkins
- 1982 : Arnold et Willy (1 épisode) : Mme Martinson
- 1982-1986 : Jackie et Sara : Iris Martin
- 1985 : Hôtel (1 épisode) : Amelia Chelton
- 1986 : Arabesque (1 épisode) : Mildred Tilley
- 1990-1991 : Uncle Buck (5 épisodes) : Maggie Hogoboom
- 1991 : Les Simpson (1 épisode : Un amour de grand-père) : Béatrice Simmons
- 1993 : Les Sœurs Reed (1 épisode) : Ada Bendeow
- 1994 : L'Homme à la Rolls (1 épisode) : Georgia Stark

## Ouvrages
En octobre 1994, Meadows publie ses mémoires sous le titre : Love, Alice : my life as a honeymooner  (ISBN 9780517598818).